# Kota Tulsipur
Kota Tulsipur (nep. कोटातुल्सीपुर) – gaun wikas samiti w zachodniej części Nepalu w strefie Seti w dystrykcie Kailali. Według nepalskiego spisu powszechnego z 2001 roku liczył on 1342 gospodarstw domowych i 10171 mieszkańców (5050 kobiet i 5121 mężczyzn).